# Garhamer (Adelsgeschlecht)

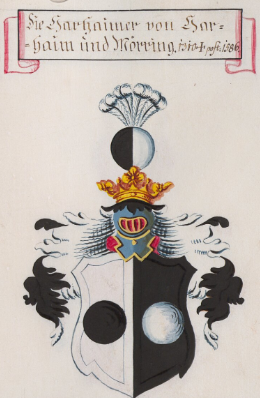
Wappen der Garhaimer von Garhaim und Mörring

Garhamer (auch Garhaimer, Garheimer, Garhammer o. ä.) ist der Name eines erloschenen niederbayerischen Adelsgeschlechts.
Für eine Stammesverwandtschaft der Garhamer mit verschiedenen anderen namensähnlichen adeligen und bürgerlichen Personen oder Familien, z. B. mit der im Zeitraum 1180–1200 erscheinenden Edlen Mathilt de Chorheim/Garham, den wappenverschiedenen adeligen Garham oder den bürgerlichen Garhamer zu Haimburg, gibt es bisher keine Belege.

## Geschichte
Die Garhamer gehörten zum niederbayerischen Adel, wo sie mit „Hanns und Lamprecht, die Garhamer“ erstmals im Jahre 1422 urkundlich in Erscheinung treten. Ebenfalls im Jahr 1422 erhielt Johannes (Hannes) Garhamer zu Prüfening († 1453) ein Ritterlehen der Familie von den Stingelheim, wohl in der Region zwischen Regensburg-Donaustauf-Regenstauf liegend, verliehen. Er war 1430 Beamter zu Prüfening und Klosterrichter, Propst zu St. Johannes (Hemau), Leiter der Präfektur Hemau sowie Lehensherr von Schloss und Hofmark von Laufenthal. Er war der Vater von Georg Garhamer.
Georg Garhamer († 1458) war von 1430 bis 1436 Priester im Kloster Baumburg, und 1446 bis 1458 Abt des Klosters Prüfening. 1443 musste er sich wegen seiner Schuldenwirtschaft auf Befehl Herzogs Albrechts III. in das Burgkloster zu Kastl zurückziehen. Dort vollendete er am 13. März 1443 einen tractatus rethoricus. Einen Tag später war er am gleichen Ort Zeuge des Todes von Herzog und Pfalzgraf Johann (Pfalz-Neumarkt). 1445 wurde der Kastler Mönch Petrus, zuletzt Prior in Prüfening, wider Willen zum Abt des Klosters gewählt. Als Georg Garhamer ihn nach Basel zitierte, erschien Petrus aber nicht. Georg Garhamer exkommunizierte Petrus, worauf dieser nach Kastl und Georg Garhamer nach Prüfening zurückkehrte. Er war durch sein Machtbestreben und seine Handlungen äußerst umstritten. Georg Garhamer und sein Vater Johannes wurden nebeneinander in der Klosterkirche zu Prüfening begraben.
Ein weiterer Sohn von Johannes, Eberhard Garhamer, war von 1462 bis 1485 Amtmann und Vogt von Hemau, herzoglicher Offizial und zwischen 1482 und 1485 fürstlicher Richter. Von 1462 bis 1475 war er Kastner und Festungsbauer für Herzog Albrecht, ferner 1475 auch der Turmherr zu Passau. Eberhard Garhamer kaufte 1473 das Haagholz bei Hemau, ein Lehen des Klosters Prüfening. Ab 1498 war er Lehnsherr des Prüfeninger Maierhofs und deren Ländereien (Erbrecht für 80 Jahre). 
Eberhards Sohn, Georg Garhamer, war wie sein Vater Herr des Haagholzes. 1474 war er Kastner zu Neumarkt in der Oberpfalz, saß 1475 zu Pfaffenhofen (Kastl)-Haimburg. Es war von 1481 bis 1484 Kastner und zwischen 1482 und 1485 Richter in Hemau sowie 1496 Landschreiber der Grafschaft Hirschberg. Ferner war er 1503 durch Herzog Wolfgang von Ober- und Niederbayern ernannter Landrichter in Vohburg sowie Richter des kaiserlichen Landgerichts in Ober- und Niederbayern. 1506 bis 1507 war er schließlich Pfleger und Richter in Pfaffenhofen an der Ilm.
Christoph Garhamer aus Hemau studierte 1480 in Ingolstadt. 1506 wurde ein Lehensbrief des Herzogs Ruprecht, Bischof zu Regensburg, für Christoph Garhamer zu Hemau als Lehenträger der Priorin Sophia Wolfskel zu Heilig Kreuz in Regensburg über die Wiese Küttenauer bei Seppenhausen dokumentiert. Dieser Lehensbrief wurde durch Herzog Johann, Administrator zu Regensburg, 1510 erneuert. Christoph Garhamer, Sohn von Christoph Garhamer, kaufte mit seiner Ehefrau Barbara von Ludwig Ulrich von Handeck und Reustättlin das Lehen mit dem Schloss und der Hofmark Kollersried, ehemaliges Königsgut. Dieses besaßen sie von 1555 bis 1566. Sie wurden ebenfalls als adlige Besitzer eines Gutes 1557 im „Hunds“ genannt.
Von 1555 bis 1558 war ein Garhamer Pfleger, Kastner und Schreiber in Pfaffenhofen-Freinhausen.
Hans Georg Garhamer zu Möring war 1502 Landrichter und Gerichtsschreiber in Vohburg, 1507 Landrichter zu Pfaffenhofen. Er erhielt 1508 eine Wappenbestätigung. 1512 kaufte Regina, Witwe des Hans Georg Garhamer von Garham, mit ihrem Sohn Reinhart Hans Garhamer von Margarethe von Bayern, Äbtissin des Klosters Neuburg, ein Drittel des Groß- und Kleinzehnts zu Möring. Ab diesem Zeitpunkt nannte sich dieser Zweig der Familie „Garhamer von Garham und Möring“. 
Reinhardt Hans Garhamer von Garham und Möring, zugleich Chef des Hauses Wagers zu Hohenkirchen, war zwischen 1535 und 1560 fürstlicher einspänniger Reiterhauptmann zu München. Er war so vermögend, dass er dem Herzog 1000 Gulden leihen konnte. Die Söhne des Reinwart Garhamer H. verkauften 1554 den Sitz an einen „Preu in Ingolstadt“.
Ein Sohn von Reinhart Hans Garhamer, Wilhelm Garhamer († 1605), war nach erfolgter Hofausbildung zum Edelknaben 1576 Hofjunker. 1576 bis 1578 war er Vogt von Ingolstadt-Vohburg und Turnierritter bei herzoglichen Veranstaltungen (u. a. 1565). 1579 wurde ihm das Landrichteramt in Vohburg angetragen, aber von ihm abgelehnt. Zwischen 1578 und 1598 war er Reiterhauptmann und fürstlicher Pfleger sowie Gerichtsschreiber von Rottenburg ob der Laaber bei Ingolstadt. Sein Titel war „Durchlauchtigster fürstlicher Pfleger“. Bis zu seinem Ableben residierte er im dortigen Schloss. Verheiratet war er mit Regina geb. Reitmaier, reiche Witwe des Hans Barth aus Freyberg. Durch diese Heirat war er noch vermögender und festigte seine Position am Hofe. Wilhelm Garhamer verstarb 1605. Er soll der Letzte des Geschlechts gewesen sein.

## Weitere Namensträger
- Dionysius Garhamer, 1447 Kavallerieleutnant in Hemau
- Jörg Garhamer, 1483 herzoglicher Kastner von Neumarkt an der Donau
- Hanns Garhamer, 1488 Pfarrer zu Sankt Leonhart in Passau
- Michael Garhamer zu Hemau, 1492 Studium in Ingolstadt; 1495 pfalzgräflicher und herzoglicher Vogt und Pfleger des Schlosses und der Hofmarken von Hemau, später von Herrenried und Kolbermoor am Chiemsee; ebenso Richter des Ritters Mang von Habspergk in Laber; 1516 bis 1524 pfalz-neuburgischer Richter, Kastner und Mautner (Ungelter) in Hemau.
- Eberhardt Garhamer, ab 1527 Vogt und Pfleger von Fichtenwald bei Regensburg

## Wappen
Blasonierung des Stammwappens: Von Silber und Schwarz (auch: von Schwarz und Silber) gespalten, in jedem Platz eine Kugel in verwechselten Farben. Auf dem Helm mit schwarz-silbernen Helmdecken eine silbern-schwarz (oder schwarz-silbern) gespaltene Kugel mit mehreren schwarzen und/oder silbernen Straußenfedern besteckt.
Das Wappen von Abt Georg Garhamer († 1458) ist geviert. Felder 1 und 4 in Silber ein rotes Georgskreuz, Felder 2 und 3 das Stammwappen (von Schwarz und Silber gespalten, in jedem Platz eine Kugel in gewechselten Farben).

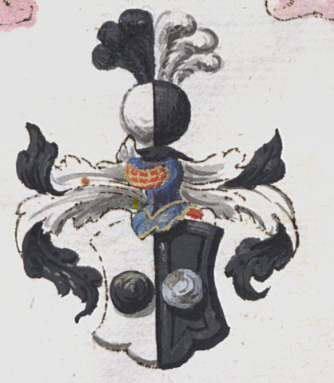
Wappen der Garhamer, 1586
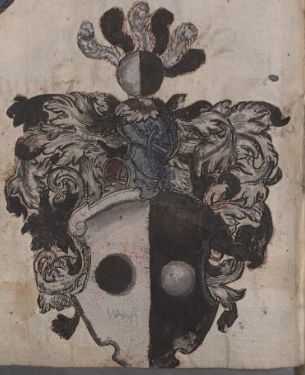
Wappen der Garhamer in einem Wappenbuch von ca. 1600
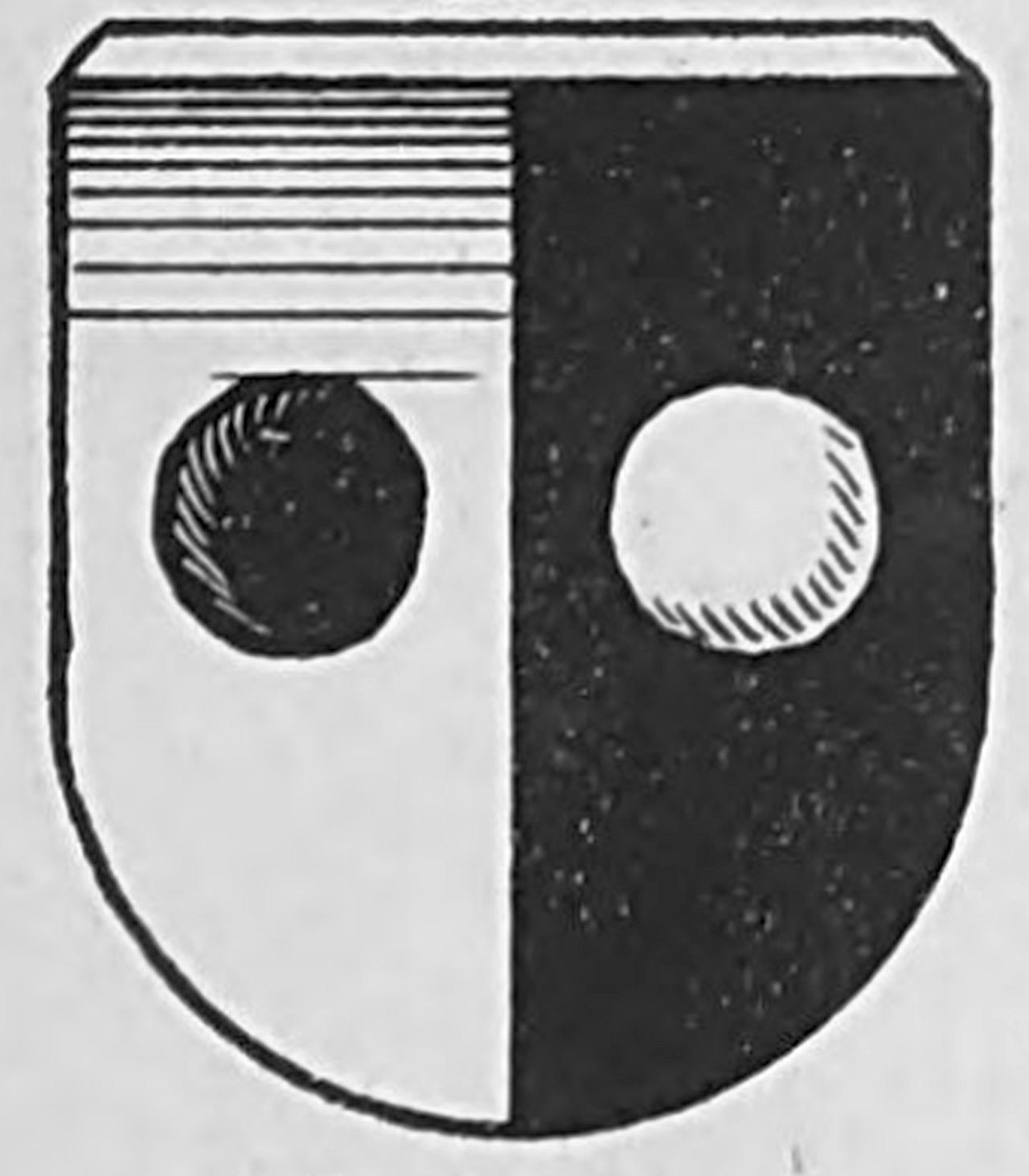
Wappen der Garhamer bei Apian (1880)
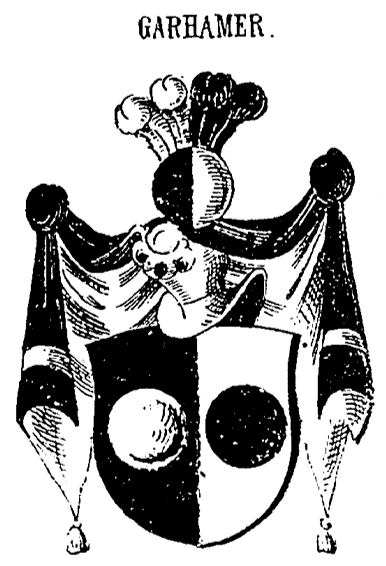
Wappen der Garhamer von Garham und Möring in Siebmachers Wappenbuch (1884)
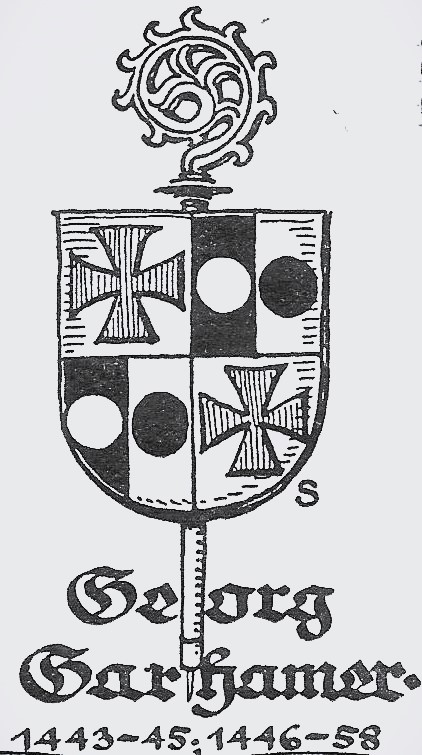
Wappen des Abts Georg Garhamer († 1458)